# Araks Ararat
Der FC Araks Ararat war ein armenischer Fußballverein aus der Stadt Ararat. Der Verein spielte in der Bardsragujn chumb und war zuvor als FC Zement Ararat bekannt. Er gewann zwei Titel, einen als Zement und den anderen als Araks.

## Vereinsgeschichte
Der Verein wurde 1960 als FC Ararat gegründet und war in der Stadt Ararat lokalisiert (nicht zu verwechseln mit dem FC Ararat Jerewan). Am Anfang der ersten armenischen Fußballmeisterschaft 1992, wurde der Verein zu FC Zement Ararat umbenannt. 1998 gewann Zement sowohl die Meisterschaft als auch den Pokal. Im nächsten Jahr trat Zement mit 2 Punkten Unterschied die Meisterschaft an den FC Schirak Gjumri ab und landete hinter Ararat auf dem dritten Platz. Trotzdem gelang es dem Verein, den Pokal zu verteidigen.
Im darauffolgenden Jahr wurde Zement wieder umbenannt, und ihm dieses Mal ein ursprünglicherer Name gegeben. Der neue Name des Vereins würde FC Araks Ararat sein. Araks spielte diese Saison sehr gut und gewann die Meisterschaft. Nach diesem Erfolg verlegte die Vereinsführung den Verein unter einem neuen Namen nach Jerewan; FC Spartak Jerewan (dieser Spartak Jerewan sollte später mit dem FC Banants Jerewan fusionieren). Zur selben Zeit wurde Araks Ararat in der Stadt Ararat wieder aufgebaut, aber musste sich in der niedrigsten Spielklasse des armenischen Fußballs ansiedeln.
Um das Jahr 2003 kam der Verein in eine finanzielle Krise und im Jahr 2005 verließ der Verein die Bühne.

## Erfolge
- Armenische Fußballmeisterschaft (2): 1998, 2000
- Armenischer Fußballpokal (2): 1998, 1999
- Armenischer Fußball-Supercup (1): 1998

## Europapokalbilanz
| Saison    | Wettbewerb                  | Runde                  | Gegner              | Gesamt | Hin     | Rück    |
| --------- | --------------------------- | ---------------------- | ------------------- | ------ | ------- | ------- |
| 1998/99   | Europapokal der Pokalsieger | Qualifikation          | FC Lausanne-Sport   | 2:7    | 1:5 (A) | 1:2 (H) |
| 1999/2000 | UEFA Champions League       | 1. Qualifikationsrunde | FK Žalgiris Vilnius | 0:5    | 0:2 (A) | 0:3 (H) |
| 2000      | UEFA Intertoto Cup          | 1. Runde               | SK Sigma Olmütz     | 1:3    | 1:2 (H) | 0:1 (A) |
| 2001/02   | UEFA Champions League       | 1. Qualifikationsrunde | Sheriff Tiraspol    | 0:3    | 0:1 (H) | 0:2 (A) |
| 2002/03   | UEFA-Pokal                  | Qualifikation          | Servette Genf       | 0:5    | 0:2 (H) | 0:3 (A) |

Gesamtbilanz: 10 Spiele, 10 Niederlagen, 3:23 Tore (Tordifferenz −20)